# Rob Townsend
Rob Townsend (* 7. července 1947 Leicester, Anglie) je britský rockový bubeník.
V letech 1967–1973 byl členem skupiny Family. Rovněž se účastnil jednorázového obnovení této skupiny v únoru 2013. V roce 1978 hrál na albu Rainbow Takeaway kytaristy a zpěváka Kevina Ayerse a v tomtéž roce spoluzaložil skupinu Axis Point. Ta se v roce 1980 rozpadla a o dva roky později nahradil Hughie Flinta ve skupině The Blues Band. Od roku 1991 je členem superskupiny The Manfreds.